# Колумбія (округ, Арканзас)
Шаблон:StateAbbr_ 33°14′28″ пн. ш. 93°13′06″ зх. д. / 33.241111111111° пн. ш. 93.218333333333° зх. д.
Округ Колумбія (англ. Columbia County) — округ (графство) у штаті Арканзас. Ідентифікатор округу 05027.

## Історія
Округ утворений 1852 року.

## Демографія
За даними перепису
2000 року
загальне населення округу становило 25603 осіб, зокрема міського населення було 10486, а сільського — 15117.
Серед мешканців округу чоловіків було 12194, а жінок — 13409. В окрузі було 9981 домогосподарство, 6746 родин, які мешкали в 11566 будинках.
Середній розмір родини становив 3,03.
Віковий розподіл населення поданий у таблиці:
| Стать    | До 15 років | 15-21 | 22-29 | 30-39 | 40-49 | 50-65 | 65-85 | Понад 85 |
| -------- | ----------- | ----- | ----- | ----- | ----- | ----- | ----- | -------- |
| Чоловіки | 2625        | 1735  | 1231  | 1574  | 1664  | 1797  | 1414  | 154      |
| Жінки    | 2550        | 1590  | 1307  | 1693  | 1723  | 2041  | 2066  | 439      |

## Суміжні округи
- Невада — північ
- Вошіта — північний схід
- Юніон — схід
- Клейборн, Луїзіана — південний схід
- Вебстер, Луїзіана — південь
- Лафаєтт — захід

## Виноски
1. ↑  U.S. Decennial Census. United States Census Bureau. Архів оригіналу за 26 квітня 2015. Процитовано 25 серпня 2015.
2. ↑  Historical Census Browser. University of Virginia Library. Архів оригіналу за 31 березня 2016. Процитовано 25 серпня 2015.
3. ↑  Forstall, Richard L., ред. (27 березня 1995). Population of Counties by Decennial Census: 1900 to 1990. United States Census Bureau. Архів оригіналу за 24 вересня 2015. Процитовано 25 серпня 2015.
4. ↑  Census 2000 PHC-T-4. Ranking Tables for Counties: 1990 and 2000 (PDF). United States Census Bureau. 2 квітня 2001. Архів оригіналу (PDF) за 18 грудня 2014. Процитовано 25 серпня 2015.
5. ↑  State & County QuickFacts. United States Census Bureau. Архів оригіналу за 7 червня 2011. Процитовано 20 травня 2014.(англ.) Наведено за англійською вікіпедією.
6. ↑  American FactFinder. Бюро перепису населення США. Архів оригіналу за 29 липня 2011. Процитовано 31 січня 2008.

| США | Це незавершена стаття з географії США. Ви можете допомогти проєкту, виправивши або дописавши її. |